# SV Westerholt
| Größte Erfolge:                                             | Größte Erfolge: |
| ----------------------------------------------------------- | --------------- |
| - Handball: Deutsche Vizemeisterschaft 1959 (Männer, Halle) |                 |

Der SV Westerholt (Sportverein Westerholt 14/19 e. V.) ist ein Sportverein aus dem westfälischen Westerholt, einem Ortsteil der Stadt Herten.
Der Verein hat die Abteilungen Schwerathletik und Fußball, die ursprüngliche Handball-Abteilung, die sporthistorisch erfolgreichste Vereinssparte, wurde 2005 aus dem Gesamtverein ausgegliedert in den eigenständigen Verein Handball SV Westerholt e. V.
Größter sportlicher Erfolg des Vereins war die Deutsche Vizemeisterschaft der Männermannschaft bei der Meisterschaftsendrunde 1959 im Hallenhandball.

## Handball
Seit 1923 wurde in damaligen Turnvereinen in Westerholt Handball gespielt, größere sportliche Erfolge stellten sich allerdings erst in der Nachkriegszeit ein.

### Feldhandball
1949 gelangen die ersten regionalen Meisterschaften im Feldhandball: Westerholt wurde Kreismeister, Bezirksmeister und am Ende der Saison auch Meister des Landesverbands Westfalen. In der folgenden Spielzeit 1950 erreichte der Verein die Teilnahme an der Westdeutschen Feldhandball-Meisterschaft, konnte sich dort aber nicht für die Endrunde um die deutsche Meisterschaft im Feldhandball qualifizieren. Dies gelang Westerholt nur einmal, beim Endrundenturnier um die Deutsche Feldhandball-Meisterschaft 1956 schied das Team aber mit einer überraschenden Heimniederlage gegen die SG Leutershausen schon in der ersten Runde aus.

### Hallenhandball
Weitaus erfolgreicher war der SV Westerholt im damals noch jungen Hallenhandball: Zwischen 1950 und 1962, als die Ligen der Landesverbände die höchsten Spielklassen im Hallenhandball waren, wurde das Team zehn Mal Meister des Westfälischen Landesverbands (1950–1952, 1955, 1957–1962), und drei Mal Westdeutscher Meister (1955, 1957, 1958).
Mit diesen drei Regionalmeisterschaften sowie mit der Westdeutschen Vizemeisterschaft 1959 war jeweils die Qualifikation für die Endrundenturniere um die Deutsche Meisterschaft in der Halle verbunden. Dabei erreichte der SV Westerholt bei der Endrunde 1955 den vierten Platz und 1957 den dritten Platz, ein Erfolg, der beim Endrundenturnier 1958 wiederholt werden konnte. Bei der Meisterschaftsendrunde 1959 gelang mit dem Einzug ins Finale dann der größte Erfolg der Mannschaft, gegen die dominierende Handballmannschaft dieser Jahre, Frisch Auf Göppingen, hatten die Westerholter aber dort keine Chance und unterlagen mit 5:8.
Auf die großen Erfolge der 1950er Jahre konnte nicht aufgebaut werden, die Mannschaft musste mehrfach Abstiege hinnehmen und spielt als Handball SV Westerholt inzwischen (Stand 2018) in der Landesliga Westfalen.